# Lamprologus stappersi
Lamprologus stappersi is een straalvinnige vissensoort uit de familie van de cichliden (Cichlidae). De wetenschappelijke naam van de soort werd voor het eerst geldig gepubliceerd in 1927 door de Franse zoöloog Jacques Pellegrin.